# Михаел Хаиниш
Михаел Артур Јозеф Јакоб Хаиниш (Глогниц, 15. август 1858 — Беч, 26. фебруар 1940) био је аустријски политичар и други председник Прве аустријске репубике од 1920. до 1928. Наследио је Карла Зајца на функцији председника Аустрије, који је био први председник након пада монархије по завршетку Првог светског рата.

## Одрастање, образовање и каријера
Хаиниш је добио име по свом оцу који је био власник фабрике. Његова мајка Маријана Хаиниш била је вођа покрета за право гласа. После студирања права на Универзитетима у Лајпцигу и Бечу (1882. докторирао права у Бечу), студирао је економију у Берлину код Адолфа Вагнера и Густава фон Шмолера. Од 1890. године је у аустроугарској државној служби. Почео је као правник и службеник Трезора и Одељења за образовање, али се потом повукао на своја имања у Шпитал на Семерингу у Доњој Аустрији и Штајерској, где се бавио земљорадњом. Постао је вођа аустријског огранка Фабијанског покрета и један од оснивача Централне народне библиотеке.
Био је ожењен Емилијом Фигдор, потомком угледне јеврејске породице асимилиране у Бечу. Емилијин отац, Густав, био је градски одборник града Беча.

## Председник Аустрије
Хаиниш се држао подаље од политичких партија. За председника је изабран због личног ауторитета, иако није био народни посланик. Био је независни кандидат. Изабран је 1920. када је и ступио на дужност. На положају председника Аустрије остао је два мандата, све до 1928. године. 
Као председник Аустрије, напорно је радио на побољшању тешке ситуације у којој се Аустрија нашла након Првог светског рата. Учинио је много на развоју пољопривредног сектора, подстицао електрификацију железнице, трудио се да развије туризам, посебно у аустријским Алпима. Подстицао је трговину са суседним земљама. Штитио је локалне традиције и културе и иницирао стварање закона о заштићеним споменицима.
Постао је и почасни члан Аустријске академије наука.
Године 1928, главне странке су предложиле измене устава како би Хаиниш поново био изабран за трећи председнички мандат. Савезни канцелар Игнац Зајпел предложио је једногодишњи мандат за Хаиниша, али је Хаиниш одбио да му се додели трећи мандат. Хаиниш је ипак остао у политици као аустријски министар трговине од 1929. до 1930. године.
У каснијим годинама живота се удаљио од радикалног социјализма и постао је конзервативац.
Хаиниш је подржавао је пан-германизам и касније је подржао Аншлус Аустрије у Трећи рајх (1938), као и многи његови сународници. Умро је у фебруару 1940. године у Хое Варте, које су данас део 19. бечког округа.

## Дело
Био је аутор многих текстова и књига из социологије и политике:
- "Будућност аустријских Немаца. Статистичко-економска студија" (Die Zukunft der Deutschösterreicher. Eine statistisch-volkswirtschaftliche Studie, 1892)
- "Ка изборној реформи" (Zur Wahlreform, 1895)
- "Борба за егзистенцију и социјалну политику" (Kampf ums Dasein und Sozialpolitik, 1899)
- "Рад од куће у Аустрији. Пријављено Међународном удружењу за правну заштиту радника" (Die Heimarbeit in Österreich. Bericht erstattet der internationalen Vereinigung für gesetzlichen Arbeiterschutz, 1906)
- "Несташица меса и алпска пољопривреда" (Fleischnot und Alpine Landwirtschaft)
- "Настанак камате на капитал" (Die Entstehung des Kapitalzinses, 1907)
- "Неке нове статистике о аустријским Немцима" (Einige neue Zahlen zur Statistik der Deutschösterreicher, 1909)
- "Монопол на жито" (Das Getreidemonopol, 1916)
- "Да ли је капитални интерес оправдан? Услови и границе социјализма" (Ist der Kapitalzins berechtigt? Voraussetzungen und Grenzen des Sozialismus, 1919)
- "Економске прилике између Немачке и Аустрије" (Wirtschaftliche Verhältnisse Deutsch-Österreichs, 1919, Nachdruck 1992).
- "Унутрашња колонизација у немачкој Аустрији" (Die innere Kolonisation in Deutsch-Österreich, 1920)
- "Рурални егзодус, његова природа и начини борбе против њега у склопу аграрне реформе" (Die Landflucht, ihr Wesen und ihre Bekämpfung im Rahmen einer Agrarreform, 1924)
- "Говор на пријему почасног доктората из политичких наука" (Rede bei der Promotion zum Ehrendoktor der Staatswissenschaften, 1925)
- "Говори и расправе о пољопривредној политици и пољопривреди" (Reden und Abhandlungen über Agrarpolitik und Landwirtschaft, 1932).

## Награде
- Велики крст Ордена белог лава, Чехословачка (1926)
- Медаља Вилхелма Екснера (1926)